# Малые Жидовичи
Малые Жидовичи — упразднённая деревня в Поддорском районе Новгородской области России. На момент упразднения входила в состав Люблинского сельсовета.

## География
Урочище находится в юго-западной части Новгородской области, в зоне хвойно-широколиственных лесов, на правом берегу реки Ловати, на расстоянии примерно 21 километра (по прямой) к юго-востоку от села Поддорье, административного центра района. Абсолютная высота — 70 метров над уровнем моря.

### Климат
Климат умеренно-континентальный с некоторыми чертами морского. Среднегодовая многолетняя температура воздуха составляет 4,4 °С. Средняя многолетняя температура самого холодного месяца (января) составляет −8 °С (абсолютный минимум — −41 °C); самого тёплого месяца (июля) — 17,4 °C (абсолютный максимум — 35 °C). Безморозный период длится 120—130 дней. Среднегодовое количество атмосферных осадков — 684 мм, из которых большая часть выпадает в тёплый период.

## История
Снята с учёта решением облисполкома от 12 декабря 1985 года № 491.